# رود برايس
رود برايس (بالإنجليزية: Rod Price)‏ هو عازف قيثارة بريطاني، ولد في 22 نوفمبر 1947 في ويلسدن ‏ في المملكة المتحدة، وتوفي في 22 مارس 2005 في Wilton, New Hampshire ‏ في الولايات المتحدة بسبب نوبة قلبية.

## وصلات خارجية
- رود برايس على موقع ميوزك برينز (الإنجليزية)
- رود برايس على موقع ديسكوغز (الإنجليزية)